# Заозерье (Марьинская волость)
Заозе́рье — деревня в Струго-Красненском районе Псковской области России. Входит в состав Марьинской волости.

## География
Находится на северо-востоке региона, в  северо-центральной части  района, в лесной местности между озёрами Щирское и Почуга .  
Уличная сеть не развита.

## История
Первое упоминание — 1498 год. В списках селений Щирского погоста Шелонской пятины упоминалась деревня Заозерье.   
До прихода советской власти — имение.
C 1918 по 1954 гг – центр Заозерского сельсовета: до 1923 г. –  в Яблонецкой волости, в 1923–27 гг. – в  Струго-Красненской волости.
В 1941—1944 гг. деревня находилась под фашистской оккупацией войсками Гитлеровской Германии. 28  октября  1943 года  деревню  Заозерье сожгли фашисты.
С 1995 года входит в состав Марьинской волости.

## Население
| 2001 | 2002 | 2010 | 2011 |
| ---- | ---- | ---- | ---- |
| 6    | ↗20  | ↘13  | ↘9   |

## Инфраструктура
В 1930–41, 1944–50 годах действовал колхоз «Заозерье». В 1950–58 гг. – бригада Заозерье колхоза «Победа». 
Заозерская  церковно-приходская  школа (1911),  Заозерская  начальная  школа  (1946,  1956).  Заозерская  изба-читальня  (1956).
Дачи.

## Транспорт
Деревня доступна по просёлочным дорогам.